# ۱۳۸۰ (میلادی)
۱۳۸۰ (میلادی) هزارو سیصد و هشتادمین سال تقویم میلادی است.

## درگذشتگان
- ۱۶ سپتامبر - شارل پنجم، پادشاه فرانسه (ت. ۱۳۳۸)

‎